# Gent-Wevelgem 2012
Gent-Wevlegem 2012 var den 74. udgav af Gent-Wevelgem. Løbet blev afholdt 25. marts, 2012 og var 235 km langt. Løbet var det syvende i UCI World Tour 2012. Tom Boonen vandt ligesom han havde gjort det i 2004 og i 2011. 
I tillæg til de 18 UCI World Tourhold blev Accent.jobs-Willems veranda's, Cofidis, Farnese Vini Selle Italia, Europcar, Project 1t4i, Landbouwkrediet-Euphony og Topsport Vlaanderen-Mercator inviteret til at deltage.

## Resultater
|    | Rytter                     | Hold                      | Tid       |
| -- | -------------------------- | ------------------------- | --------- |
| 1  | Belgien Tom Boonen         | Omega Pharma-Quick Step   | 5t 32'44" |
| 2  | Slovakiet Peter Sagan      | Liquigas-Cannondale       | s.t.      |
| 3  | Danmark Matti Breschel     | Rabobank                  | s.t.      |
| 4  | Spanien Óscar Freire       | Team Katusha              | s.t.      |
| 5  | Norge Edvald Boasson Hagen | Team Sky                  | s.t.      |
| 6  | Italien Daniele Bennati    | RadioShack-Nissan         | s.t.      |
| 7  | Italien Marco Marcato      | Vacansoleil-DCM           | s.t.      |
| 8  | Frankrig Steve Chainel     | FDJ-BigMat                | s.t.      |
| 9  | Italien Filippo Pozzato    | Farnese Vini Selle Italia | s.t.      |
| 10 | Italien Giovanni Visconti  | Movistar Team             | s.t.      |
| 48 | Norge Thor Hushovd         | BMC Racing Team           | + 2'33"   |